# Piruvat dehidrogenază

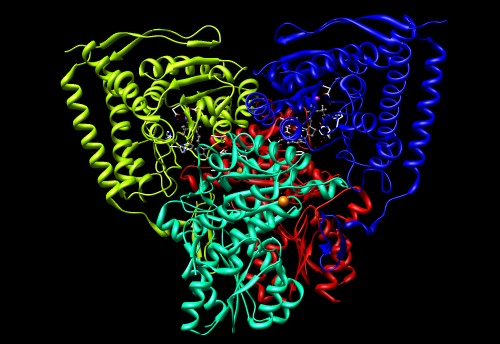
Structura PDH

Piruvat dehidrogenaza (PDH) (EC 1.2.4.1) este o enzimă din clasa dehidrogenazelor (oxidoreductaze) care catalizează reacția de conversie a piruvatului și a unei lipoamide la o dihidrolipoamidă acetilată și dioxid de carbon. Reacția necesită prezența tiamin pirofosfatului pe post de coenzimă.
Reacția chimică poate fi reprezentată: